# Österträsket (Pargas, Egentliga Finland, Finland)
Österträsket eller Långträsk är en sjö i Finland. Den ligger i Pargas stad i landskapet Egentliga Finland, i den sydvästra delen av landet, 180 km väster om huvudstaden Helsingfors. Österträsket ligger 14 meter över havet. Den ligger på ön Storlandet. Arean är 11,4 hektar och strandlinjen är 2,11 kilometer lång. Sjön  ingår i Södra Skärgårdshavets avrinningsområde. 